# Slag bij Campus Ardiensis
De Slag bij Campus Ardiensis, ook wel bekend als de Slag bij Mardia, vond plaats eind 316 of begin 317 tussen de legers van de Romeinse keizers Constantijn en Licinius. De slag eindigde in het voordeel van Constantijn en volgens het vredesverdrag dat op 1 maart 317 werd gesloten, stond Licinius een deel van zijn grondgebied van de oostelijke provincies aan hem af. Verder werd Licinus gedwongen om Aurelius Valerius Valens, die hij voor de slag tot zijn Caesar had benoemd, te laten terechtstellen. Hierna was er zeven jaar vrede tussen de beide keizers.

## Voetnoot
1. ↑  Aurelius Victor, Epitome de Caesaribus 40.9.

## Referentie
- M. DiMaio Jr., art. Valens (316 A.D.), in DIR (1996).

## Verder lezen
- M. DiMaio - J. Zeuge - J. Bethune, The Proelium Cibalense et Proelium Campi Ardiensis: The First Civil War of Constantine I and Licinius I, in AncW 21 (1990), pp. 67-91.

Oorlogen van de Romeinse Republiek
· Romeins-Etruskische Oorlogen
· Romeins-Aequische Oorlogen
· Latijnse Oorlog
· Romeins-Hernicische Oorlogen
· Romeins-Volscische Oorlogen
· Samnitische oorlogen (Eerste, Tweede, Derde)
· Pyrrhische Oorlog
· Punische oorlogen (Eerste, Tweede, Derde)
· Illyrische Oorlogen (Eerste, Tweede, Derde)
· Macedonische Oorlogen (Eerste, Tweede, Derde, Vierde)
· Romeins-Seleucidische Oorlog
· Aetolische Oorlog
· Galatische Oorlog
· Romeinse Verovering van Hispania (Eerste Celtiberische Oorlog, Lusitanische Oorlog, Numantische Oorlog, Sertorische Oorlog, Cantabrische Oorlogen)
· Achaeïsche Oorlog
· Oorlog tegen Jugurtha
· Cimbrische Oorlog
· Servilische Oorlogen (Eerste, Tweede, Derde)
· Bondgenotenoorlog
· Sulla's Burgeroorlogen (Eerste, Tweede)
· Mithridatische oorlogen (Eerste, Tweede, Derde)
· Gallische Oorlog
· Romeinse expedities naar Britannia
· Burgeroorlog tussen Pompeius en Caesar
· Einde van de Republiek (Slag bij Mutina, Burgeroorlog tegen Brutus en Cassius, Siciliaanse Opstand, Perusiaanse Oorlog, Burgeroorlog tussen Antonius en Octavianus)
Oorlogen van het Romeinse Keizerrijk
· Germaanse Oorlogen (Teutoburgerwoud, Marcomannenoorlog, Alemannische Oorlogen, Gotische Oorlog, Visigotische Oorlogen)
· Romeinse verovering van Britannia
· Boudicca
· Armenische Oorlog
· Vierkeizerjaar
· Joodse Oorlog
· Romeins-Parthische Oorlog
· Romeins-Perzische oorlogen
· Burgeroorlogen van de derde eeuw
. Gotische oorlog (376-382)
. Gotische opstand van Alarik I
. Gildonische opstand
. Gotische oorlog (402-403)
. Pictische oorlog van Stilicho
. Oorlog van Heraclianus
. Oorlog van Radegaisus
. Rijnoversteek
. Romeinse Burgeroorlog 427-429
· Val van het West-Romeinse Rijk